# Ekstraklasa
L'Ekstraklasa è la massima divisione del campionato polacco di calcio. È nota anche con il nome di PKO Bank Polski Ekstraklasa a causa della sponsorizzazione dell'istituto bancario PKO Bank Polski. Nel corso degli anni ha operato sotto il nome di Liga Polska e Liga Piłki Nożnej.
La squadra più titolata è il Legia Varsavia.

## Formato
Le 18 compagini si affrontano in gare di andata e ritorno per un totale di 34 giornate, al termine delle quali la prima si laurea campione di Polonia, oltre a classificarsi per il primo turno di qualificazione della UEFA Champions League, mentre la seconda e la terza accedono al secondo turno di qualificazione della UEFA Europa Conference League assieme alla vincitrice della Puchar Polski. Le ultime tre classificate retrocedono in I liga.

## Storia

### Nascita del campionato
Come accaduto con altri paesi, anche la Polonia deve l'introduzione del calcio agli inglesi, in particolare agli ingegneri inglesi che lavoravano nelle aree minerarie del paese e contribuirono a diffondere la pratica di questo sport, che vide le proprie fasi embrionali ai primi del XX secolo. La regolamentazione dello sport sarà attuata solo dopo la prima guerra mondiale, con la fondazione, nel 1919, della Federazione calcistica della Polonia. 
Tra il 4 e il 5 dicembre 1926 rappresentanti di vari club polacchi si riunirono a Varsavia per discutere la possibilità della creazione di un campionato di calcio nazionale. Inizialmente l'idea incontrò l'opposizione della federazione, ma i club erano uniti nella loro proposta, ad eccezione del KS Cracovia, il cui presidente Edward Cetnarowski era anche il dirigente della federazione nazionale. Dopo vari tentativi di mediazione, il 1º marzo 1927 le società annunciarono la nascita del campionato polacco con il nome di I Liga, che partì il 3 aprile di quell'anno e fu vinto dal Wisła Cracovia. All'edizione inaugurale parteciparono tutti i principali club della nazione, eccezion fatta per il KS Cracovia che rifiutò l'invito.

### Primi anni
Le prime stagioni del campionato videro contrapporsi al vertice Wisła Cracovia e 1. FC Katowice, la cui rivalità travalicò l'aspetto sportivo, anche a causa del fatto che la squadra di Katowice era supportata dalla minoranza tedesca nel paese. 
Nel 1928 anche il KS Cracovia decise di unirsi al campionato, ma il predominio rimase in mano al Wisła anche per quella stagione, quando il 1. FC Katowice arrivò ultimo in campionato retrocedendo in seconda divisione (non avrebbe mai più riguadagnato la massima serie). L'anno successivo il campionato fu ulteriormente allargato al Warta Poznań, che vinse il campionato all'esordio per un solo punto sul Garbarnia Cracovia per decisione della federazione, la quale decise di cambiare il risultato della partita persa dal Warta contro il KT Łódź (da 1-2) perché alcuni giocatori di quest'ultima squadra non avevano tutti i documenti necessari: al Warta fu assegnata la vittoria per 3-0, il Garbarnia declassato al secondo posto e il KT Łódź declassato in seconda serie.
Gli anni '30 videro invece l'imposizione del Ruch Chorzów, che a partire dal 1933 vinse quattro campionato consecutivi, interrotto solo dal KS Cracovia prima dell'interruzione del campionato nel 1939. 

### Ripresa dopo la guerra
Il calcio polacco cambiò significativamente in seguito alla seconda guerra mondiale e al cambio di confini che comportò: Leopoli e Vilnius, due dei centri del movimento calcistico, furono annessi dall'Unione Sovietica, e i loro club cessarono di esistere. Gran parte dei calciatori di quelle zone si trasferirono più ad ovest, dando vita a club come Polonia Bytom, Odra Opole e Pogoń Stettino. Inoltre la Polonia ottenne una significativa porzione di territori che in precedenza erano stati tedeschi, principalmente in Silesia, con la sua capitale Breslavia e città come Zabrze e Bytom che diedero un'importante spinta al calcio polacco.
Nel corso degli anni '50 e '60 a I Liga conobbe numerosi cambiamenti, in riflesso alla situazione politica e culturale polacca. Il campionato fu ristretto a 8 squadre, e la stagione 1950, la prima dopo la ristrutturazione del campionato, fu vinta dal Ruch Chorzów. Con la crescita del campionato e delle squadre partecipanti (si arrivò a 12 nel 1958), il torneo fu terreno di conquista per Górnik Zabrze, vincitore di 3 titoli consecutivi, Polonia Bytom e Legia Varsavia. 

### I successi della nazionale
Gli anni '70 contribuirono ad accrescere la popolarità del campionato, grazie anche ad uno storico terzo posto della nazionale nel Mondiale 1974, ma la crescita fu arrestata dai problemi interni della nazione, che nel 1981 proclamò la legge marziale e fermò il campionato per un breve periodo, nonostante la nazionale riuscisse ad ottenere un altro terzo posto mondiale, questa volta nell'edizione 1982. Il successo della nazionale non fermò però il declino del campionato, che con meno fondi da investire riusciva ad attirare campioni esteri sempre più di rado.

### Anni recenti
Solo con la transizione della nazione verso un'economia più vicina a quelle occidentali il campionato poté tornare a crescere a partire dagli anni '90, con il Legia Varsavia che seppe farsi onore anche in campo continentale, raggiungendo i quarti di finale della Coppa UEFA 1990-1991. 
Il campionato fu anche riformato un'ulteriore volta nel 2004, cambiando nome nella sua versione attuale di Ekstraklasa. Gli anni 2000 furono prerogativa principalmente di Lech Poznań e Legia Varsavia, che si divisero i titoli e le qualificazioni europee, e solo dall'inizio degli anni '10 nuove squadre riuscirono ad affacciarsi sul panorama nazionale in maniera decisa.

## Partecipazioni per squadra
Sono 87 i club ad aver preso parte alle 89 stagioni della Ekstraklasa dal 1927 al 2025-2026 (in grassetto le partecipanti all'edizione 2025-2026):
- 89 volte:  Legia Varsavia
- 82 volte:  Wisła Cracovia
- 78 volte:  Ruch Chorzów
- 68 volte:  Górnik Zabrze
- 67 volte:  ŁKS
- 65 volte:  Lech Poznań
- 53 volte:  Pogoń Stettino
- 47 volte:  KS Cracovia
- 46 volte:  Śląsk Breslavia
- 39 volte:  Widzew Łódź
- 37 volte:  Zagłębie Lubin
- 36 volte:  Zagłębie Sosnowiec
- 35 volte:  Polonia Bytom
- 33 volte:  Lechia Danzica
- 32 volte:  GKS Katowice
- 31 volte:  Polonia Varsavia
- 30 volte:  Stal Mielec
- 25 volte:  Szombierki Bytom
- 23 volte:  Gwardia Varsavia,  Jagiellonia
- 22 volte:  Odra Opole,  Warta Poznań
- 18 volte:  Korona Kielce
- 17 volte:  Arka Gdynia,  Wisła Płock
- 16 volte:  Piast Gliwice
- 15 volte:  Garbarnia Cracovia
- 14 volte:  Odra,  Zawisza Bydgoszcz
- 13 volte:  Pogoń Lwów,  Warszawianka
- 12 volte:  GKS Bełchatów
- 11 volte:  Amica Wronki,  Motor Lublino,  Raków Częstochowa,  Stal Rzeszów
- 10 volte:  AKS Chorzów,  Dyskobolia
- 8 volte:  Górnik Łęczna,  Górnik Radlin,  Olimpia Poznań,  Stomil Olsztyn
- 7 volte:  Bałtyk Gdynia,  Czarni Lwów,  Hutnik Cracovia,  Polonia Bydgoszcz,  Rybnik
- 6 volte:  Górnik Wałbrzych,  Podbeskidzie,  Radomiak Radom,  Zagłębie Wałbrzych
- 5 volte:  Nieciecza
- 4 volte:  Arkonia Stettino,  Stal Stalowa Wola
- 3 volte:  1. FC Katowice,  GKS Tychy,  KT Łódź,  KSZO Ostrowiec Świętokrzyski,  Ruch Radzionków,  Siarka Tarnobrzeg,  Śląsk Świętochłowice,  WKS 22. pp Siedlce
- 2 volte:  Dąb Katowice,  Hasmonea Lwów,  Igloopol Dębica,  Miedź Legnica,  Puszcza Niepołomice,  Podgórze Kraków,  Sokół Tychy,  TKS Toruń,  Unia Racibórz,  Wawel Kraków
- 1 volta:  GKS Jastrzębie,  Jutrzenka Kraków,  Lechia Lwow,  ŁTSG Łódź,  Polkowice,  Radomsko,  Sandecja Nowy Sącz,  Śmigły Wilno,  Świt NDM,  Szczakowianka Jaworzno,  Tarnovia Tarnów

## Squadre partecipanti
Vengono riportate le squadre militanti alla Ekstraklasa nella stagione 2024-2025.
| Club                | Città       | Stadio                            | Stagione precedente |
| ------------------- | ----------- | --------------------------------- | ------------------- |
| KS Cracovia         | Cracovia    | Stadio Józef Piłsudski            | 13° in Ekstraklasa  |
| GKS Katowice        | Katowice    | Stadio GKS Katowice               | 2° in I Liga        |
| Górnik Zabrze       | Zabrze      | Stadio Ernest Pohl                | 6° in Ekstraklasa   |
| Jagiellonia         | Białystok   | Stadio municipale (Białystok)     | Campione di Polonia |
| Korona Kielce       | Kielce      | Stadio municipale (Kielce)        | 14° in Ekstraklasa  |
| Lech Poznań         | Poznań      | Stadio municipale (Poznań)        | 5° in Ekstraklasa   |
| Lechia Danzica      | Danzica     | Stadio Gdańsk                     | 1° in I Liga        |
| Legia Varsavia      | Varsavia    | Stadio dell'Esercito polacco      | 3° in Ekstraklasa   |
| Motor Lublino       | Lublino     | Arena Lublin                      | 3° in I Liga        |
| Piast Gliwice       | Gliwice     | Stadio Piasta Gliwice             | 10° in Ekstraklasa  |
| Pogoń Stettino      | Stettino    | Stadio municipale (Stettino)      | 4° in Ekstraklasa   |
| Puszcza Niepołomice | Niepołomice | Stadio Józef Piłsudsk             | 12° in Ekstraklasa  |
| Radomiak Radom      | Radom       | Stadion im. Braci Czachorów       | 15° in Ekstraklasa  |
| Raków Częstochowa   | Częstochowa | Stadio municipale (Raków)         | 7° in Ekstraklasa   |
| Stal Mielec         | Mielec      | Stadio Stali Mielec               | 11° in Ekstraklasa  |
| Śląsk Breslavia     | Breslavia   | Stadio municipale (Breslavia)     | 2° in Ekstraklasa   |
| Widzew Łódź         | Łódź        | Stadio municipale del Widzew Łódź | 9° in Ekstraklasa   |
| Zagłębie Lubin      | Lubin       | Stadio Zagłębie Lubin             | 8° in Ekstraklasa   |

## Albo d'oro
- 1920 Campionato interrotto (Guerra sovietico-polacca)
- 1921  KS Cracovia (1)
- 1922  Pogoń Lwów (1)
- 1923  Pogoń Lwów (2)
- 1924 Non disputato
- 1925  Pogoń Lwów (3)
- 1926  Pogoń Lwów (4)
- 1927  Wisła Cracovia (1)
- 1928  Wisła Cracovia (2)
- 1929  Warta Poznań (1)
- 1930  KS Cracovia (2)
- 1931  Garbarnia Cracovia (1)
- 1932  KS Cracovia (3)
- 1933  Ruch Chorzów (1)
- 1934  Ruch Chorzów (2)
- 1935  Ruch Chorzów (3)
- 1936  Ruch Chorzów (4)
- 1937  KS Cracovia (4)
- 1938  Ruch Chorzów (5)
- Campionato interrotto a causa della seconda guerra mondiale
- 1946  Polonia Varsavia (1)
- 1947  Warta Poznań (2)
- 1948  KS Cracovia (5)
- 1949  Wisła Cracovia (3)
- 1950  Wisła Cracovia (4)
- 1951  Ruch Chorzów (6)
- 1952  Ruch Chorzów (7)
- 1953  Ruch Chorzów (8)
- 1954  Polonia Bytom (1)
- 1955  Legia Varsavia (1)
- 1956  Legia Varsavia (2)
- 1957  Górnik Zabrze (1)
- 1958  ŁKS (1)
- 1959  Górnik Zabrze (2)
- 1960  Ruch Chorzów (9)
- 1961  Górnik Zabrze (3)
- 1962  Polonia Bytom (2)
- 1962-1963  Górnik Zabrze (4)
- 1963-1964  Górnik Zabrze (5)
- 1964-1965  Górnik Zabrze (6)
- 1965-1966  Górnik Zabrze (7)
- 1966-1967  Górnik Zabrze (8)
- 1967-1968  Ruch Chorzów (10)
- 1968-1969  Legia Varsavia (3)
- 1969-1970  Legia Varsavia (4)
- 1970-1971  Górnik Zabrze (9)
- 1971-1972  Górnik Zabrze (10)
- 1972-1973  Stal Mielec (1)
- 1973-1974  Ruch Chorzów (11)
- 1974-1975  Ruch Chorzów (12)
- 1975-1976  Stal Mielec (2)
- 1976-1977  Śląsk Breslavia (1)
- 1977-1978  Wisła Cracovia (5)
- 1978-1979  Ruch Chorzów (13)
- 1979-1980  Szombierki Bytom ()
- 1980-1981  Widzew Łódź (1)
- 1981-1982  Widzew Łódź (2)
- 1982-1983  Lech Poznań (1)
- 1983-1984  Lech Poznań (2)
- 1984-1985  Górnik Zabrze (11)
- 1985-1986  Górnik Zabrze (12)
- 1986-1987  Górnik Zabrze (13)
- 1987-1988  Górnik Zabrze (14)
- 1988-1989  Ruch Chorzów (14)
- 1989-1990  Lech Poznań (3)
- 1990-1991  Zagłębie Lubin (1)
- 1991-1992  Lech Poznań (4)
- 1992-1993  Lech Poznań (5)
- 1993-1994  Legia Varsavia (5)
- 1994-1995  Legia Varsavia (6)
- 1995-1996  Widzew Łódź (3)
- 1996-1997  Widzew Łódź (4)
- 1997-1998  ŁKS (2)
- 1998-1999  Wisła Cracovia (6)
- 1999-2000  Polonia Varsavia (2)
- 2000-2001  Wisła Cracovia (7)
- 2001-2002  Legia Varsavia (7)
- 2002-2003  Wisła Cracovia (8)
- 2003-2004  Wisła Cracovia (9)
- 2004-2005  Wisła Cracovia (10)
- 2005-2006  Legia Varsavia (8)
- 2006-2007  Zagłębie Lubin (2)
- 2007-2008  Wisła Cracovia (11)
- 2008-2009  Wisła Cracovia (12)
- 2009-2010  Lech Poznań (6)
- 2010-2011  Wisła Cracovia (13)
- 2011-2012  Śląsk Breslavia (2)
- 2012-2013  Legia Varsavia (9)
- 2013-2014  Legia Varsavia (10)
- 2014-2015  Lech Poznań (7)
- 2015-2016  Legia Varsavia (11)
- 2016-2017  Legia Varsavia (12)
- 2017-2018  Legia Varsavia (13)
- 2018-2019  Piast Gliwice (1)
- 2019-2020  Legia Varsavia (14)
- 2020-2021  Legia Varsavia (15)
- 2021-2022  Lech Poznań (8)
- 2022-2023  Raków Częstochowa (1)
- 2023-2024  Jagiellonia (1)
- 2024-2025  Lech Poznań (9)

## Vittorie per squadra
| Club               | Vittorie | Stagioni                                                                                 |
| ------------------ | -------- | ---------------------------------------------------------------------------------------- |
| Legia Varsavia     | 15       | 1955, 1956, 1969, 1970, 1994, 1995, 2002, 2006, 2013, 2014, 2016, 2017, 2018, 2020, 2021 |
| Ruch Chorzów       | 14       | 1933, 1934, 1935, 1936, 1938, 1951, 1952, 1953, 1960, 1968, 1974, 1975, 1979, 1989       |
| Górnik Zabrze      | 14       | 1957, 1959, 1961, 1963, 1964, 1965, 1966, 1967, 1971, 1972, 1985, 1986, 1987, 1988       |
| Wisła Cracovia     | 13       | 1927, 1928, 1949, 1950, 1978, 1999, 2001, 2003, 2004, 2005, 2008, 2009, 2011             |
| Lech Poznań        | 9        | 1983, 1984, 1990, 1992, 1993, 2010, 2015, 2022, 2025                                     |
| KS Cracovia        | 5        | 1921, 1930, 1932, 1937, 1948                                                             |
| Widzew Łódź        | 4        | 1981, 1982, 1996, 1997                                                                   |
| Pogoń Lwów         | 4        | 1922, 1923, 1925, 1926                                                                   |
| Warta Poznań       | 2        | 1929, 1947                                                                               |
| Polonia Bytom      | 2        | 1954, 1963                                                                               |
| Polonia Varsavia   | 2        | 1946, 2000                                                                               |
| Śląsk Breslavia    | 2        | 1977, 2012                                                                               |
| Zagłębie Lubin     | 2        | 1991, 2007                                                                               |
| ŁKS                | 2        | 1958, 1998                                                                               |
| Stal Mielec        | 2        | 1973, 1976                                                                               |
| Garbarnia Cracovia | 1        | 1931                                                                                     |
| Szombierki Bytom   | 1        | 1980                                                                                     |
| Piast Gliwice      | 1        | 2019                                                                                     |
| Raków Częstochowa  | 1        | 2023                                                                                     |
| Jagiellonia        | 1        | 2024                                                                                     |

## Statistiche e record

### Presenze
In grassetto i calciatori ancora in attività
| Pos. | Giocatore          | Attività  | Presenze |
| ---- | ------------------ | --------- | -------- |
| 1    | Łukasz Surma       | 1996-2017 | 559      |
| 2    | Marcin Malinowski  | 1997-2015 | 458      |
| 3    | Marek Chojnacki    | 1978-1996 | 452      |
| 4    | Arkadiusz Głowacki | 1997-2018 | 435      |
| 5    | Łukasz Trałka      | 2004-2022 | 431      |
| 6    | Dariusz Gęsior     | 1988-2006 | 427      |
| 7    | Łukasz Madej       | 1999-2017 | 417      |
| 8    | Janusz Jojko       | 1980-2003 | 416      |
| 8    | Marek Zieńczuk     | 2000-2016 | 416      |
| 10   | Zygfryd Szołtysik  | 1962-1978 | 395      |

### Reti
In grassetto i calciatori ancora in attività
| Pos. | Giocatore            | Attività  | Reti |
| ---- | -------------------- | --------- | ---- |
| 1    | Ernest Pohl          | 1954-1967 | 186  |
| 2    | Lucjan Brychczy      | 1954-1971 | 182  |
| 3    | Gerard Cieślik       | 1948-1959 | 168  |
| 4    | Tomasz Frankowski    | 1992-2013 | 167  |
| 5    | Teodor Peterek       | 1928-1948 | 157  |
| 6    | Włodzimierz Lubański | 1963-1975 | 155  |
| 7    | Kazimierz Kmiecik    | 1968-1982 | 153  |
| 8    | Paweł Brożek         | 2001-2020 | 149  |
| 9    | Jan Liberda          | 1953-1969 | 146  |
| 10   | Teodor Anioła        | 1948-1961 | 138  |